# Numéro de série

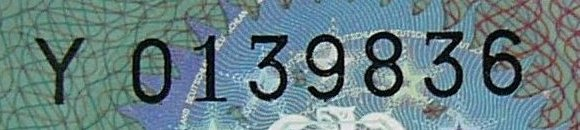
Numéro de série d'une carte d'identité allemande

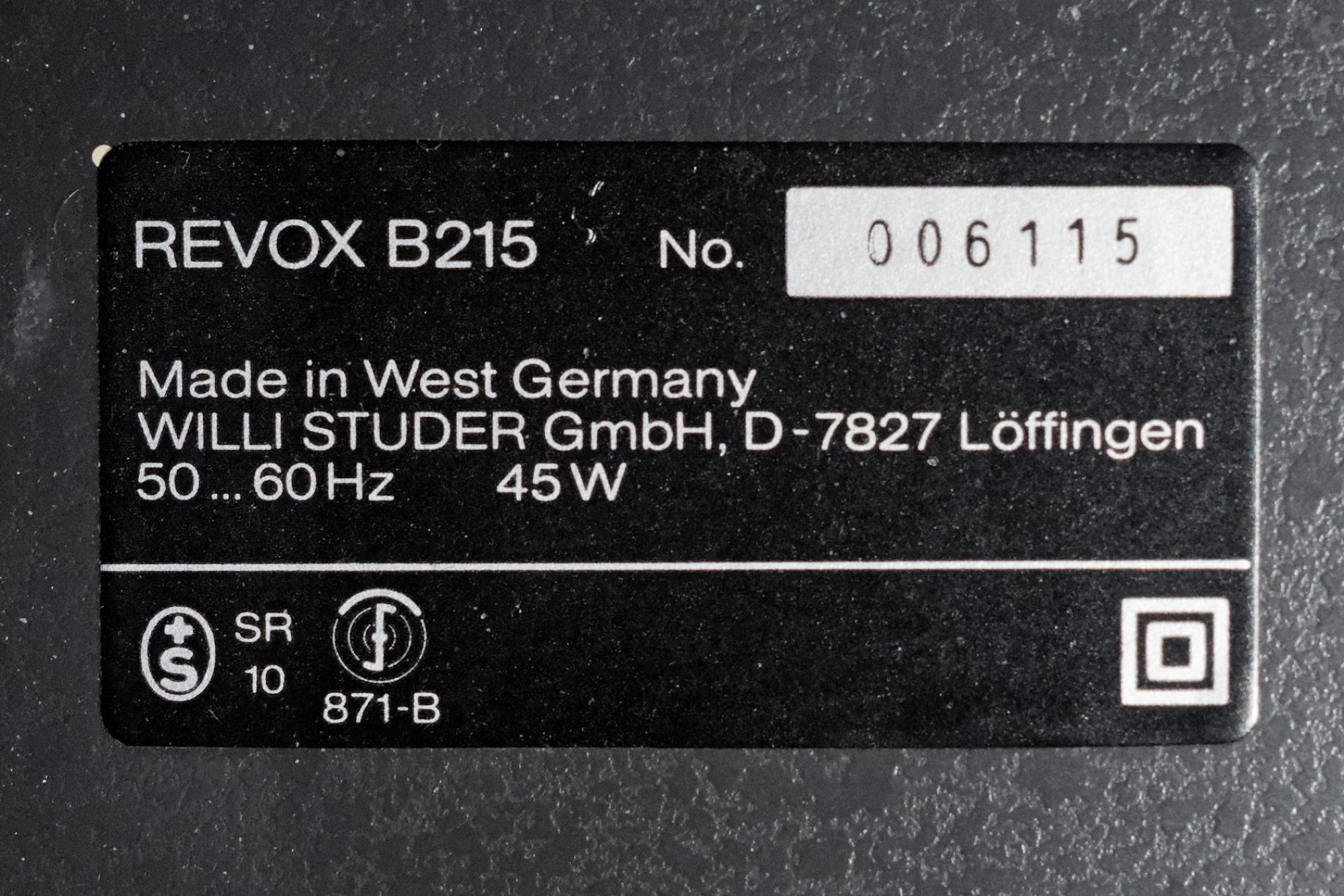
Numéro de série (en haut à droite dans le carré gris) d'un lecteur cassette Revox fabriqué en Allemagne.

Un numéro de série est un numéro unique assigné à un objet issu d'une fabrication en série afin de lui affecter une identification propre. Chaque objet d'une même série porte donc en principe un numéro différent. Le numéro de série est utilisé pour assurer la traçabilité d'un produit : il permet de savoir à quelle date le produit a été fabriqué, et permet ainsi, en cas de problème, d'identifier les produits, matières, machines ou personnes ayant participé à la fabrication du produit fini.
L'utilisation actuelle se rapporte aussi à n'importe quelle chaîne de caractères alphanumériques unique tirée d'un grand ensemble, particulièrement dans les domaines informatiques.
Tous les identifiants numériques ne sont pas forcément des numéros de série.
Ils sont identifiés par le sigle "S/N", ou bien "SNID", ou bien "Serial No".